# Syzygium wilsonii
Syzygium wilsonii är en myrtenväxtart som först beskrevs av Ferdinand von Mueller, och fick sitt nu gällande namn av Bernard Patrick Matthew Hyland. Syzygium wilsonii ingår i släktet Syzygium och familjen myrtenväxter.
Artens utbredningsområde är Queensland.

## Underarter
Arten delas in i följande underarter:
- S. w. cryptophlebium
- S. w. epigaeum
- S. w. wilsonii